# Paratriodonta algirica
Paratriodonta algirica är en skalbaggsart som beskrevs av Edmund Reitter 1889. Paratriodonta algirica ingår i släktet Paratriodonta och familjen Melolonthidae. Inga underarter finns listade i Catalogue of Life.